# Tonnerre
Tonnerre ist eine französische Gemeinde mit 4.268 Einwohnern (Stand 1. Januar 2022) im Norden der Region Bourgogne-Franche-Comté, Département Yonne. Sie gehört dem Gemeindeverband Communauté de communes Le Tonnerrois en Bourgogne an.

## Lage
Die Stadt liegt etwa 35 Kilometer östlich von der Départementshauptstadt Auxerre. Der Ort liegt am Armançon und am Canal de Bourgogne (deutsch: Burgund-Kanal) und an der Bahnstrecke Paris–Marseille. Ein kleiner Hafen, der fast ausschließlich von Hausbooten genutzt wird, liegt am Kanal.

## Geschichte
Margarete von Burgund gründete 1293 ein Hospiz für Kranke und Arme, das Hôpital Notre-Dame des Fontenilles, es diente später als Vorbild für das Hôtel-Dieu in Beaune.

## Sehenswürdigkeiten
Die folgenden Gebäude der Gemeinde Gratot werden vom französischen Kulturministerium (Ministère de la Culture) als historische Denkmale (Monument historique) geführt:
- Hôtel-Dieu, mittelalterliches Krankenhaus aus dem 13. Jahrhundert. Der ehemalige Krankensaal mit einem hölzernen Tonnengewölbe hat eine Länge von 91 Meter. Heute finden im Saal wechselnde Ausstellungen statt.[1]
- Hôtel d’Uzès, Stadthaus aus dem 16. Jahrhundert. Heute befindet sich in dem Gebäude ein Geldinstitut.[2]
- Die Karstquelle Fosse Dionne, unterhalb der Kirche Sankt-Pierre ist nach der keltischen Quellgöttin Divona benannt, der sie geweiht war. Ab dem 18. Jahrhundert diente die Quelle als Waschplatz; dazu wurde um sie herum ein Waschhaus gebaut aus dem 16. Jahrhundert.[3]
- Kirche Saint-Pierre aus dem 16. Jahrhundert.[4]

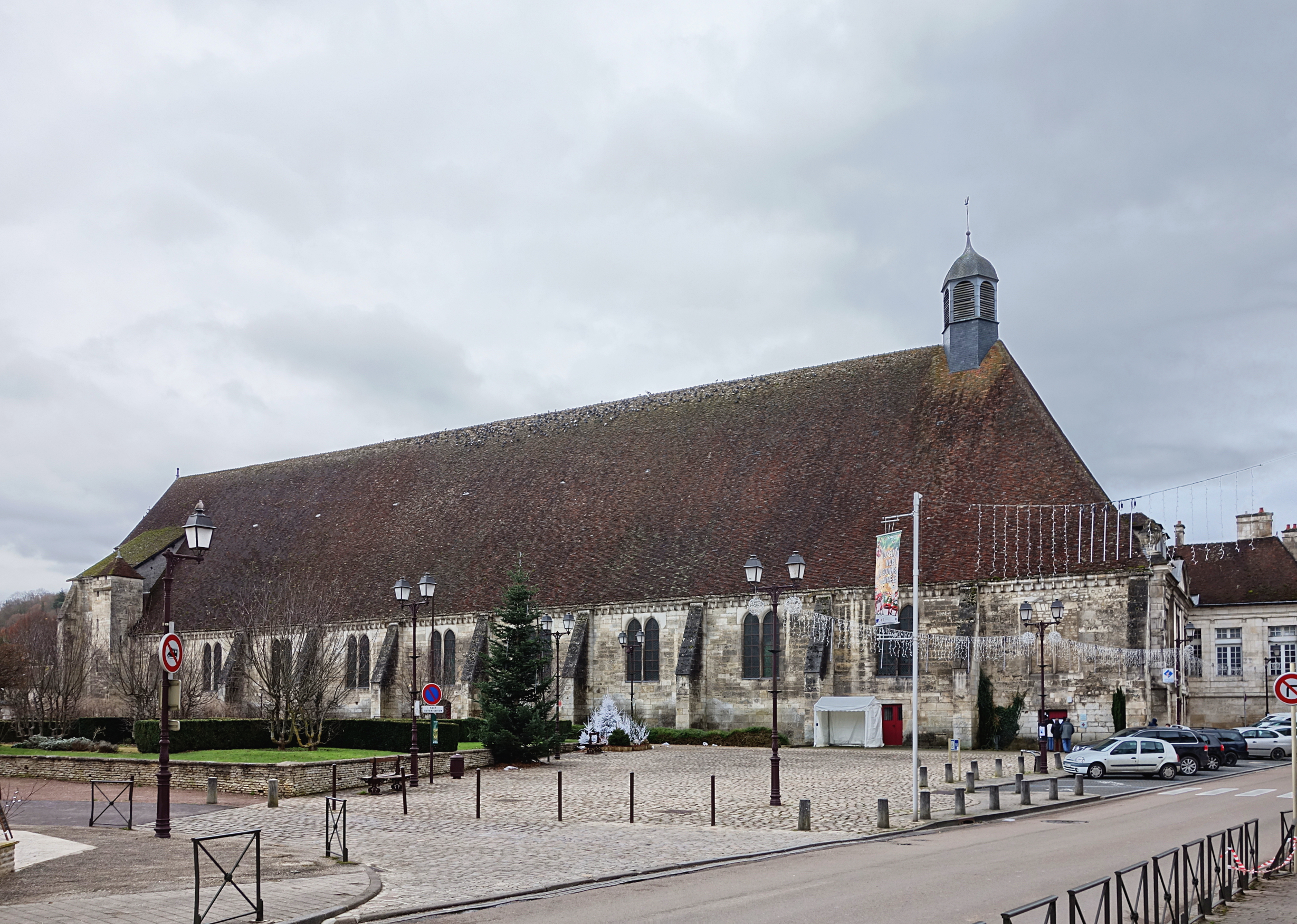
Hôtel Dieu de Tonnerre
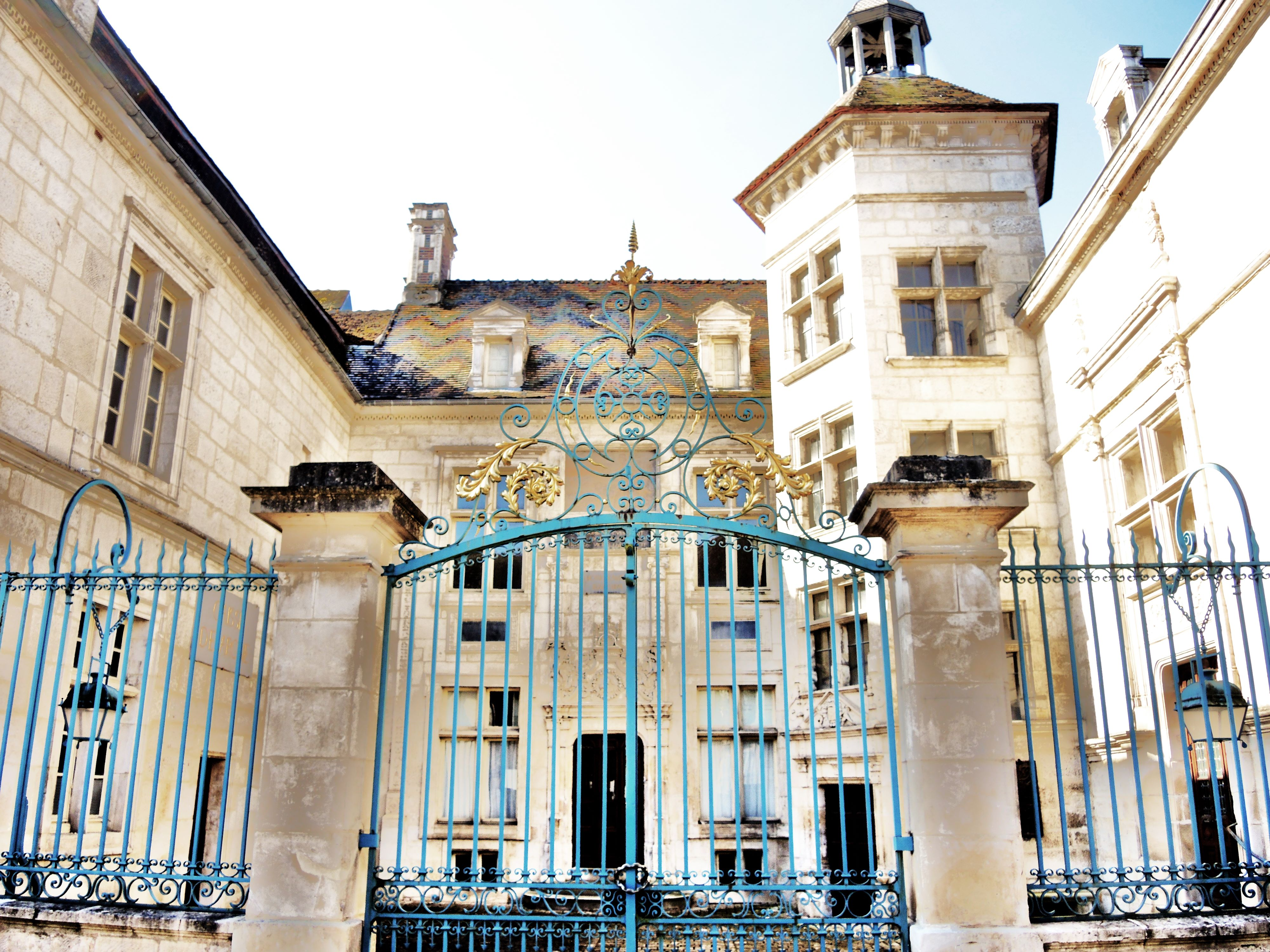
Hôtel d’Uzès
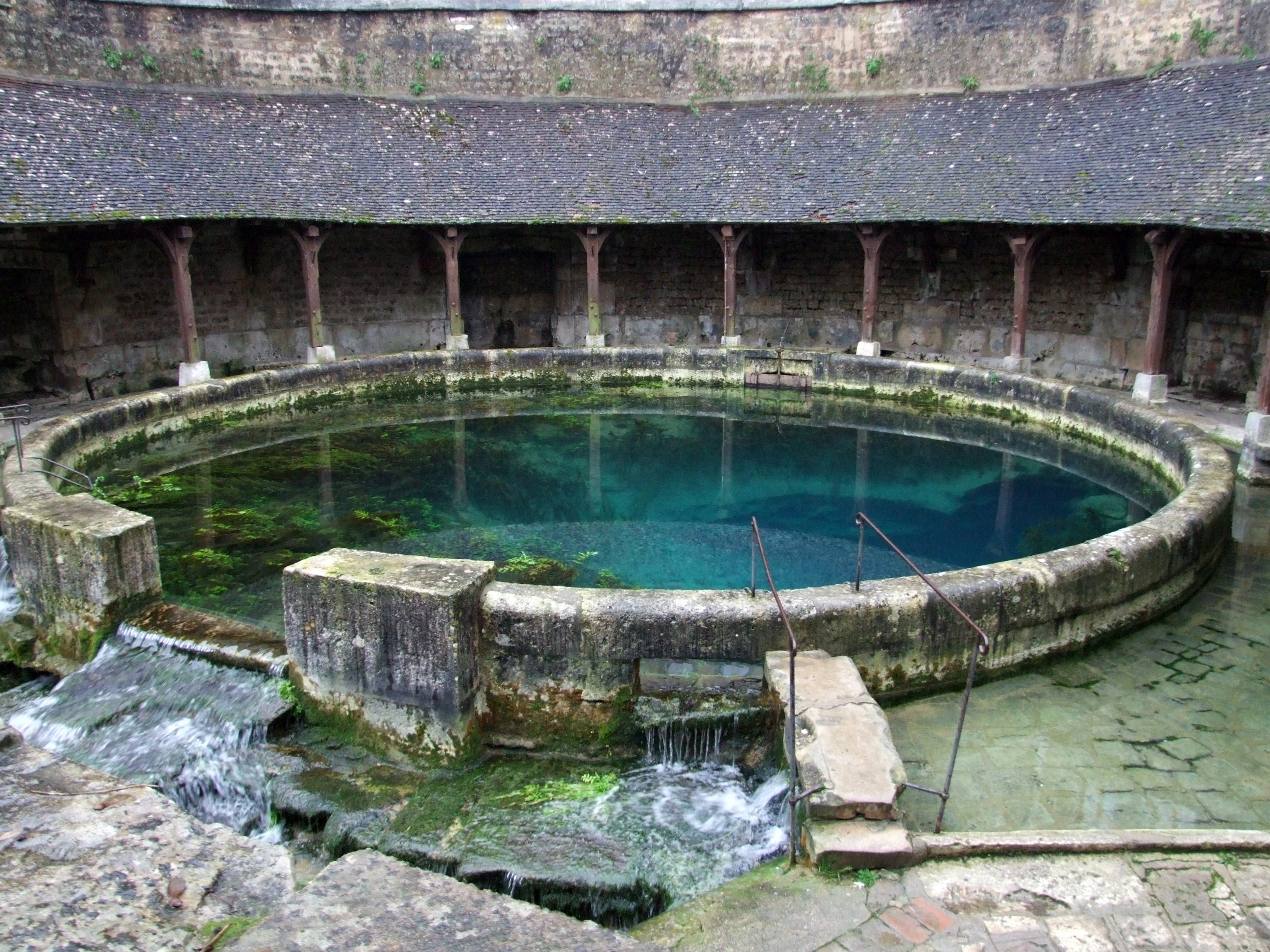
Waschhaus an der Fosse Dionne
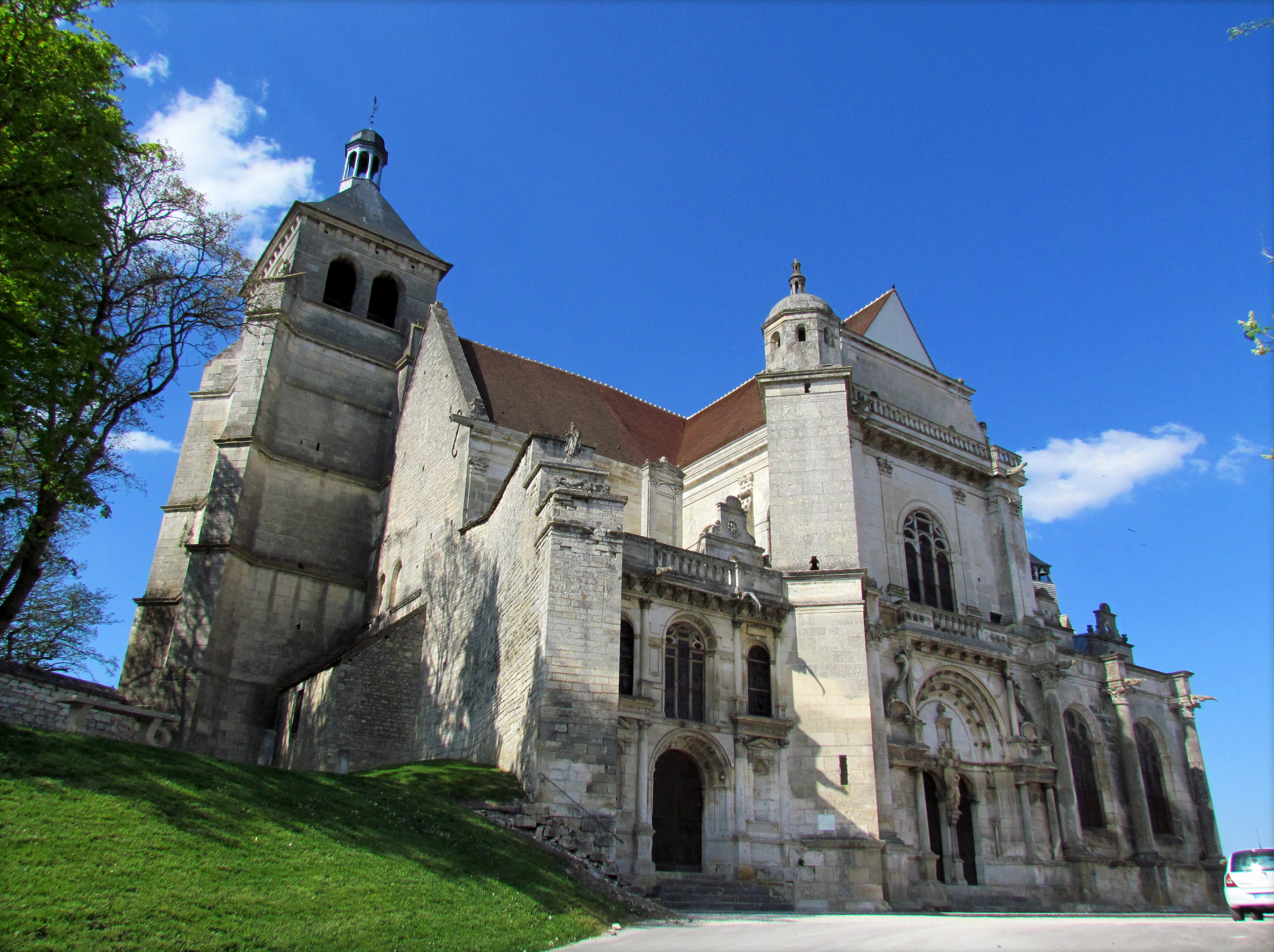
Église Saint-Pierre de Tonnerre
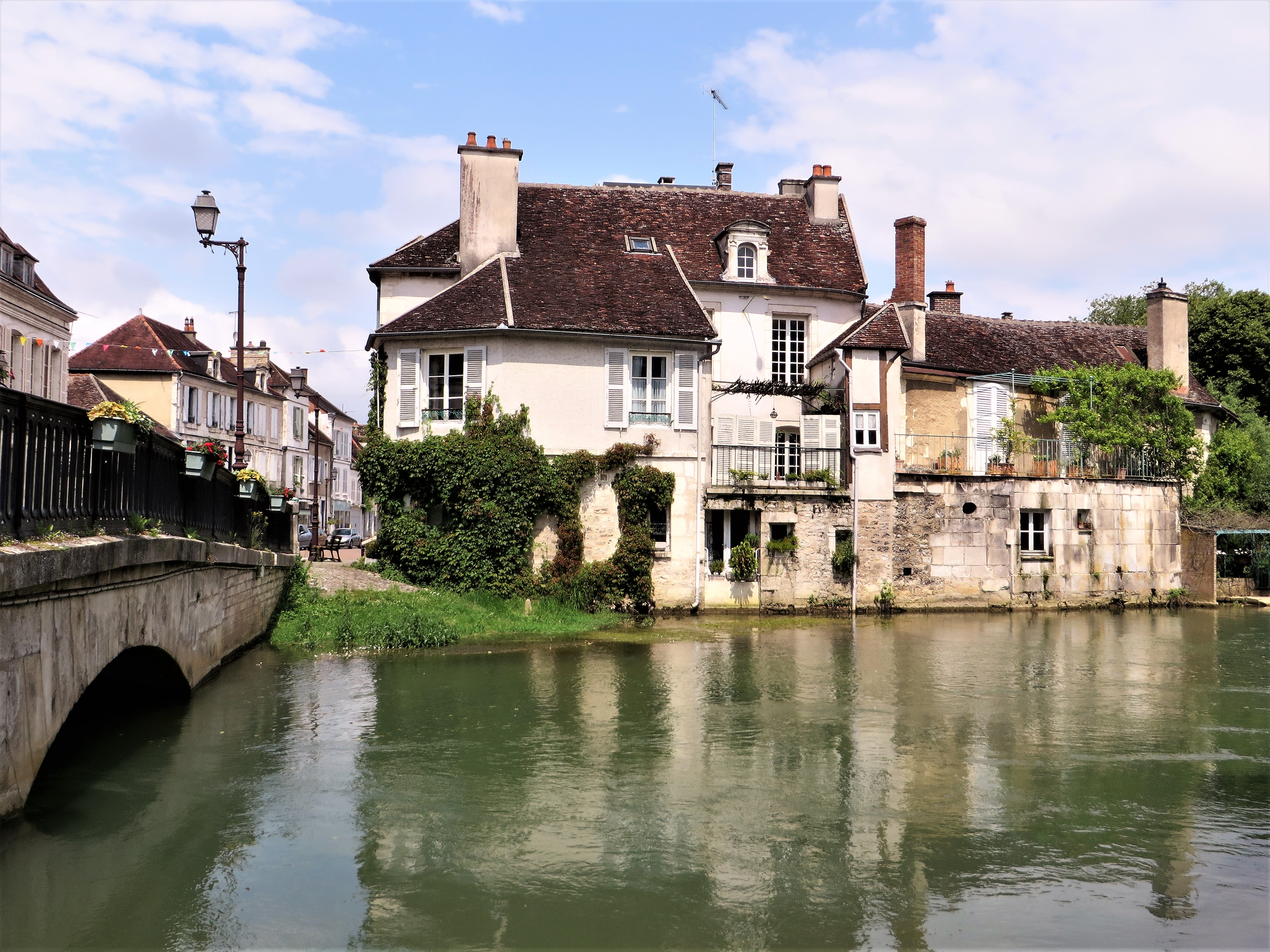
Häuser in Tonnerre

## Städtepartnerschaften
Tonnerre unterhält Städtepartnerschaften zur rheinland-pfälzischen Stadt Montabaur (Deutschland), zur irischen Stadt Nenagh und zur tschechischen Stadt Dobříš.
Mit der Stadt Montabaur unterhält Tonnerre einen jährlichen, einwöchigen Schüleraustausch an dem auf französischer Seite das Collège Abel Minard und auf deutscher Seite das Mons-Tabor-Gymnasium und die Anne-Frank-Realschule+ teilnehmen.

## In Tonnerre geboren
- Charles-Geneviève-Louis-Auguste-André-Timothée d’Éon de Beaumont (1728–1810), Diplomat, Soldat, Freimaurer, Schriftsteller
- Jean-Baptiste Campenon (1819–1891), General und Kriegsminister
- Pierre Patout (1879–1965), Architekt, Innenarchitekt und Stadtplaner.